# Мишуков, Олег Олегович
Олег Олегович Мишуков (род. 31 августа 1980 года) — российский легкоатлет, специализирующийся в беге на 400 метров. Участник Олимпийских игр 2004 года. Серебряный призёр чемпионата Европы 2002 года. Двукратный чемпион России (2000, 2002). Чемпион России в помещении 2002 года. Мастер спорта России международного класса.

## Биография
Олег Олегович Мишуков родился 31 августа 1980 года. Начал заниматься лёгкой атлетикой в 14 лет в автозаводской КСДЮСШОР № 1, где тренировался под руководством Капиталины Николаевны Лотовой и Виктора Александровича Степаненкова. Выступал за спортивные клубы «Луч» (Москва), «Торпедо» (Нижний Новгород) и профсоюзы.
Окончил Ивановский Государственный Университет Всероссийский заочный финансово-экономический институт.
Женат, есть сын Даниил.
После окончания карьеры спортсмена стал работать инструктором сначала в клубе «Торпедо», затем в СДЮСШОР № 1. В настоящее время является одним из тренеров футбольной школы «Soccerball».

## Основные результаты

### Международные
| Год  | Соревнования                    | Место проведения          | Дисциплина   | Место  | Результат |
| ---- | ------------------------------- | ------------------------- | ------------ | ------ | --------- |
| 2001 | Чемпионат Европы среди молодёжи | Амстердам, Нидерланды     | 400 м        | 5      | 46,60     |
| 2001 | Чемпионат Европы среди молодёжи | Амстердам, Нидерланды     | эст. 4×400 м | 3      | 3:06,41   |
| 2001 | Универсиада                     | Пекин, Китай              | эст. 4×400 м | 7      | 3:06.83   |
| 2002 | Чемпионат Европы в помещении    | Вена, Австрия             | эст. 4×400 м | 4      | 3:08,02   |
| 2002 | Чемпионат Европы                | Мюнхен, Германия          | эст. 4×400 м | 2      | 3:01,34   |
| 2003 | Чемпионат мира в помещении      | Бирмингем, Великобритания | эст. 4×400 м | 5      | DQ        |
| 2004 | Олимпийские игры                | Афины, Греция             | 400 м        | 41 (q) | 46,41     |
| 2004 | Олимпийские игры                | Афины, Греция             | эст. 4×400 м | 9 (q)  | 3:03,35   |
| 2005 | Чемпионат мира                  | Хельсинки, Финляндия      | эст. 4×400 м | 7      | 3:03,20   |

### Национальные
| Год  | Соревнования                 | Место проведения | Дисциплина   | Место | Результат |
| ---- | ---------------------------- | ---------------- | ------------ | ----- | --------- |
| 2000 | Чемпионат России             | Тула             | эст. 4×400 м | 1     | 3:08,45   |
| 2002 | Чемпионат России в помещении | Волгоград        | эст. 4×200 м | 1     | 1:27,94   |
| 2002 | Чемпионат России             | Чебоксары        | эст. 4×400 м | 1     | 3:09,16   |
| 2003 | Чемпионат России в помещении | Москва           | 400 м        | 2     | 46,94     |
| 2003 | Чемпионат России             | Тула             | эст. 4×400 м | 3     | 3:08,36   |
| 2004 | Чемпионат России             | Тула             | 400 м        | 2     | 45,55     |
| 2007 | Чемпионат России             | Тула             | эст. 4×400 м | 3     | 3:07,29   |
| 2011 | Чемпионат России             | Чебоксары        | комб. эст.   | 2     | 3:13,04   |